# 서울 백상정사 신중도
서울 백상정사 신중도(서울 白象精舍 神衆圖)는 서울특별시 종로구 백상정사에 있는 조선시대의 신중도이다. 2016년 4월 7일 서울특별시의 유형문화재 제381호로 지정되었다.

## 개요
제석천(帝釋天)과 범천(梵天) 및 천룡팔부(天龍八部)를 함께 그린 신중도(神衆圖)로, 화기는 남아있지 않으나, 신중들의 배치와 인물표현 및 색채, 세부적인 표현방식 등에서 18세기 말~19세기 초반 경 경상남도와 전라남도 지역에서 널리 유행하던 신중도의 특징을 보이고 있기 때문에 조성연대는 18세기 후반 경으로 추정된다.
비록 서울지역에서 조성된 신중도는 아니더라도 1780년대~1800년대 초 경상지역과 전라지역에서 활약하였던 평삼(平三). 쾌윤(快允) 등의 작풍을 잘 보여주는 작품으로서 가치가 있다.

## 조사보고서
이 불화는 불법을 수호하는 신중들을 한 화면에 모아 그린 신중도로서 종로구 소재 백상정사에 소장되어 있다. 가로, 세로 약 1미터 정도의 아담한 규모로, 액자상태로 표구되어 있으며 화기는 잘려나가 남아있지 않다.
화면은 크게 두 부분으로 나뉘며 상단에는 천부중(天部衆), 하단에는 천룡팔부(天龍八部)가 배치되어 있다. 상단은 2열로, 윗부분에는 녹색 두광에 화려한 보관을 쓴 제석천(帝釋天)과 범천(梵天)이 몸을 약간 튼 채 정면을 향하거나(제석천), 얼굴과 몸을 제석천 쪽으로 향하고 서서 (범천) 합장하고 있다. 범천과 제석천 사이로는 당(幢)과 등(燈)을 들거나 악기를 연주하는 천인과 동자들이 배치되었는데, 이들은 머리를 땋아 올려 묶거나 머리 양쪽을 묶어 올린 쌍개형 머리를 하고, 비파(琵琶)와 해금(奚琴), 대금(大笒) 등을 연주하고 있다. 아래 부분에는 범천, 제석천처럼 녹색 두광에 화려한 보관을 쓴 두 보살이 각각 정면을 향해 합장하였으며, 화면 가장자리에는 일궁천자(日宮天子)와 월궁천자(月宮天子)가 책관(冊冠)을 쓰고 홀(笏)을 든 채 화면 중앙을 향해 서 있다. 보살 옆에는 금속제의 머리띠를 쓴 동자가 생황(笙簧)과 법라(法螺)를 연주하는 모습이 보인다.
하단에는 위태천(韋駄天)을 중심으로 천룡팔부가 배치되었다. 위태천은 몸을 약간 비튼 채 갑옷을 입고 머리에 깃털장식이 있는 투구를 쓰고 당당하게 서 있는데, 두 손은 가운데로 모아 합장하였으고, 팔 위에는 큼직한 검을 받쳐 들고 있다. 천룡의 대장격인 위태천(Skanda)은 私建陀⋅建陀 또는 違駄⋅違陀라고도 불리는데, 원래는 브라만교의 신으로서 시바(Shiva) 또는 아그니[火天]의 아들이며, 천군(天軍)의 대장 또는 제악(諸惡)을 없애는 신으로 신앙되었으나, 불교에서는 불법수호의 신, 특히 가람수호(伽藍守護)의 신으로 신앙되었다. 그는 남방천왕(南方天王)인 증장천(增長天)의 8대 장군의 하나이자, 귀신을 통솔하는 신으로 석가모니의 열반때 유법호지(遺法護持)를 담당하였다고 한다. 위태천의 좌우로는 용왕신(龍王神)을 비롯하여 팔부신장(八部神將)과 2위의 귀졸(鬼卒)이 좌우로 늘어서 있다. 용왕신을 제외하고 모두 검과 6모 방망이로 무장을 하여 호법신들로서의 위용을 보여주고 있다. 위태천 하단 좌우로는 각각 1위씩 붉은 머리칼을 한 귀졸이 있는데, 턱 아래에 두 손을 모아 잡은 채 위태천과 신장을 간절하게 바라보고 있다.
이상에서 살펴보았듯이 이 신중도는 제석천과 범천, 천룡팔부중을 함께 묘사한 帝釋․梵天․天龍幀畵의 형식을 취하고 있다. 이 형식은 신중도의 형식 가운데 가장 애용되었던 것으로, 현존하는 작품 중 가장 다수를 차지하고 있다. 화면의 상부에는 제석과 범천을 상대하여 그리고, 그 옆 혹은 아래에 위태천을 위시한 천룡팔부를 묘사하는 것이 일반적이다. 제석천과 범천은 형태가 유사하여 거의 구분이 되지 않지만, 한 쪽 상이 정면향을 하고 다른 한 쪽 상이 측면을 향해 서 있을 경우, 정면상이 제석천, 측면상이 범천으로 생각된다.
이 불화는 신중들의 배치와 양식적 특징, 즉 턱이 갸름해진 얼굴 형태와 작아진 입, 넓은 미간, 쳐진 눈썹, 올챙이 모양의 콧수염, 八자 모양으로 갈라진 이마 위 머리칼 표현, 주악 동녀의 머리에 세워 꽂은 금속제 머리장식, 몸을 S자형으로 심하게 비틀고 서서 합장한 두 팔로 검을 받쳐 들고 있는 위태천의 자세, 턱수염이 독특한 형태를 한 용왕신의 모습, 전립(戰笠) 모양의 모자를 쓴 신장상의 모습 등에서 18세기 후반에 조성된 쌍계사 국사암 신중도(1781)와 쌍계사 고법당 신중도(1790년), 선암사 운수암 신중도(1796년) 등과 유사한 특징을 보여준다. 이 신중도들은 18세기 말~19세기 초반 경 경상남도와 전라남도 지역에서 활동하던 평삼(平三), 쾌윤(快允) 등이 조성한 것으로, 백상정사의 신중도 역시 그와 유사한 특징을 가지고 있는 것으로 보아 18세기 말 경에 조성된 것으로 추정된다.
액자 상태로 보관되어 있으며, 안료가 박락된 일부분에 약간의 보채가 이루어져 있을 뿐 전반적인 보존상태는 양호한 편이다.
이 신중도는 제석천과 범천 및 천룡팔부를 함께 그린 신중도로서 18세기말~19세기 초반에 유행했던 신중도의 형식을 보여준다. 아쉽게도 화기가 남아있지 않아서 조성시기와 조성화원은 알 수 없지만, 제석천과 범천 및 천부중을 상단에 배치하고 하단에 위태천을 중심으로 천룡팔부를 배치한 점, 인물표현 및 색채, 세부적인 표현방식 등에서 18세기 후반~19세기 초에 전라남도 및 경상남도에서 널리 유행했던 신중도의 특징을 보여주고 있기 때문에, 조성연대는 18세기 후반 경으로 추정된다. 비록 서울지역에서 조성된 신중도는 아니더라도 1780년대~1800년대초 경상지역과 전라지역에서 활약하였던 평삼, 쾌윤 등의 양식적 작풍을 잘 보여주는 작품으로서, 서울특별시 유형문화재로 지정하여 보호할 만한 가치가 있다고 판단된다.

## 참고 자료
- 서울 백상정사 신중도 - 국가유산청 국가유산포털